# Cyrano (Beeson)
Cyrano ist eine Oper (Originalbezeichnung: „Heroic comedy in music“, „Heroische Komödie für Musik“) in drei Akten von Jack Beeson (Musik) mit einem Libretto von Sheldon Harnick nach Edmond Rostands Versdrama Cyrano de Bergerac. Sie wurde 1990 fertiggestellt und am 10. September 1994 in einer deutschen Fassung von Astrid Rech-Richey im Theater Hagen uraufgeführt.

## Handlung

### Erster Akt
Paris 1640. Halle des Hotel de Bourgogne
Die Halle wurde für eine Aufführung des Stücks Clorise von Balthazar Baro zu einem Theatersaal umgestaltet. Drei Kellnerinnen servieren Getränke. Zwei Dandys, die Marquis Valvert und Brisaille, ärgern sich, dass sie zu früh gekommen sind. Ein Taschendieb weist drei Lehrlinge in ihre Aufgaben ein. Kerzen werden angezündet. Lignière und der erst drei Wochen zuvor in Paris eingetroffene Christian de Neuvillette treten ein. Christian beabsichtigt, als Kadett in die Garde einzutreten. Er hofft, hier eine Dame wiederzusehen, in die er sich verliebt hat, ohne ihren Namen zu kennen. Der Marquis de Cuigy begrüßt seine Freunde Valvert und Brisaille, und die drei gesellen sich zu Christian und Lignière. Sie unterhalten sich mit den anwesenden intellektuellen Damen über das zu erwartende Schauspiel. Die Frauen halten nicht viel von Baros Arbeit, sondern bevorzugen Corneille. Ragueneau kommt hinzu und fragt die anderen nach Cyrano, einem exzentrischen Gardekadetten, der zugleich Dichter, Philosoph und Musiker sei, sich durch seinen Stolz und seine übergroße Nase auszeichne und jedem zum Duell fordere, der sich über letztere lustig mache. Der Schauspieler Montfleury wolle heute auftreten, obwohl ihm Cyrano für dreißig Tage die Bühne verboten habe.
Da bemerkt Christian in einer Loge seine Angebetete. Lignière identifiziert sie als Roxane, eine Kusine Cyranos. Bei ihr befindet sich der Graf de Guiche. In Paris kursiert das Gerücht, dass der verheiratete Graf sich in Roxane verliebt und dafür gesorgt habe, dass sie eine Scheinehe mit Valvert eingehe, damit die beiden ungestört die Nächte miteinander verbringen können. Lignière hat darüber ein Spottlied geschrieben, das inzwischen überall gesungen wird. Er verabschiedet sich, um ins Wirtshaus zu gehen. Als der Graf kurz darauf Valvert zu sich in die Loge lädt, will Christian ihn fordern. Doch da informiert ihn der Taschendieb darüber, dass der Graf Attentäter gedungen habe, die Lignière seiner Verse wegen ermorden sollen. Christian eilt fort, um seinem Freund beizustehen. Die Vorstellung beginnt mit dem Auftritt Montfleurys. Schon nach den ersten Worten unterbricht ihn eine Stimme aus der Menge – Cyrano will nicht zulassen, dass sein Auftrittsverbot missachtet wird. Er lässt sich auch nicht von den wütenden Rufen der Gäste abhalten, sondern schlägt drohend vor, dass alle, die auf Seiten Montfleurys stehen, vortreten sollen. Montfleury flieht, und Cyrano erstattet den Gästen großzügig das Eintrittsgeld. Von de Guiche angestachelt, versucht Valvert, Cyrano mit den Worten „Eure Nase ist ziemlich groß“ zu provozieren. Der antwortet mit einer langen Aufzählung geistvollerer Spöttereien, zieht seinen Degen und improvisiert beim Fechten eine poetische Ballade. Die Menge jubelt ihm zu.
Um Platz für eine Schauspielprobe zu schaffen, lässt Theaterdirektor Bellerose den Saal räumen. Ragueneau bittet Cyrano um ein Gespräch. Da dieser sein gesamtes Vermögen für die erstatteten Eintrittsgelder aufgebraucht hat, spendiert ihm eine der Kellnerinnen ein kleines Mahl, das Cyrano bescheiden annimmt. Ragueneau weist Cyrano auf die inzwischen stark angewachsene Liste seiner Feinde hin, darunter Valvert, de Guiche, Baro und Montfleury. Cyrano gesteht, dass er sich in seine Cousine Roxane verliebt habe, doch wegen seiner Nase nicht wage, sie anzusprechen. Montfleury dagegen stelle ihr nach, „wie ein Wurm klebt auf einer Blume“. Ragueneau weist ihn darauf hin, dass viele Frauen von seinem Mut und seinem Witz beeindruckt seien, und erinnert ihn an die Lobesrufe der intellektuellen Damen und an die Großzügigkeit der Kellnerin. Auch Roxane habe seinen Kampf mit Valvert mit Sorge verfolgt. Da erscheint Roxanes Zofe und teilt Cyrano mit, dass sich ihre Herrin am nächsten Morgen mit ihm treffen wolle. Jetzt ist Cyranos „Kampfgeist entfacht“. Er verspricht Lignière, der sich wegen der Drohung des Grafen nicht aus dem Haus traut, Schutz gegen die angekündigten zwei Dutzend Mörder, die er alleine besiegen wolle. Lignière singt übermütig sein Spottlied über den Grafen, in das die anderen einstimmen.

### Zweiter Akt
Erste Szene. Ragueneaus Laden
Am frühen Morgen des nächsten Tages spielt Ragueneau mit einem Fleischspieß das Duell von Cyrano und Valvert nach. Währenddessen präsentieren ihm seine Lehrlinge verschiedene von ihnen zubereitete Lebensmittel. Nacheinander stellen sich Cyrano und Ragueneaus Frau Lise mit einem „stattlichen Musketier“ ein. Sie unterhalten sich über den siegreichen Kampf Cyranos gegen die Attentäter. Schließlich betreten auch Roxane und ihre Duenna den Laden. Cyrano gelingt es, die anderen zum Verlassen des Raumes zu bewegen, um mit Roxane allein zu sprechen. Roxane dankt ihm für seine Hilfe und gesteht ihm dann, dass sie insgeheim jemanden liebe, der es nicht wage, sie anzusprechen. Cyranos Hoffnung, dass sie ihn selbst meinen könnte, wird jedoch enttäuscht, als sie ihm Christians Namen nennt. Obwohl sie nie mit ihm gesprochen habe, scheinen ihr seine Augen „vor Klugheit“ zu strahlen und sein Antlitz „vor Verstand und Witz“ zu leuchten. Wortgewandtheit und Poesie sind ihr wichtiger als äußere Schönheit. Sie bittet Cyrano, Christian zu beschützen, da neu in seiner Kompanie sei und sie wegen der rauen Einweihungsrituale um ihn fürchte. Cyrano verbirgt seine eigenen Gefühle für Roxane und verspricht ihr, sich um Christian zu kümmern. Nachdem sie gegangen ist, erscheint Hauptmann Carbon de Castel Jaloux mit den Kadetten. Sie wollen Näheres über Cyranos Kampf erfahren. Die Marquis Cuigy und Brisaille melden den Grafen de Guiche, der vergeblich versucht, Cyrano in sein eigenes Gefolge abzuwerben. Ein Kadett bringt die durchlöcherten Hüte der von Cyrano besiegten Attentäter des Grafen herein. De Guiche erinnert Cyrano an Don Quixotes Kampf gegen die Windmühlen und geht mit den beiden Marquis empört ab. Einige der Kadetten weisen Christian auf Cyrano hin, den er sich zum Vorbild nehmen könne. Cyrano beginnt nun mit seiner Erzählung von den Geschehnissen der letzten Nacht. Um vor den Kameraden Eindruck zu machen, unterbricht ihn Christian mehrfach mit spöttischen Anspielungen an Cyranos Nase. Nachdem der das eine Weile ignoriert hat, schickt er die anderen Kadetten auf die Straße, die schon um das Leben Christians fürchten. Doch als Cyrano mit Christian allein ist, umarmt er ihn freundschaftlich und erzählt ihm von der Liebe seiner Cousine Roxane. Diese hoffe, schon morgen einen Liebesbrief von Christian zu erhalten. Als Christian ihm seine Ungeschicklichkeit mit Worten gesteht, bietet ihm Cyrano an, selbst den Brief für ihn zu verfassen. Sie werden gemeinsam um Roxane werben, und Cyrano kann seinen Gefühlen heimlich unter dem Namen Christians Ausdruck verleihen. Die anderen kehren zurück – verwundert über die Nachsichtigkeit Cyranos. Ein Musketier gibt probeweise eine Anspielung auf Cyranos Nase zum Besten und erhält sofort ein Blaues Auge.
Zweite Szene. Vor Roxanes Haus
Cyrano erscheint in Begleitung eines Trompeters vor Roxanes Haus. Diese schwärmt von den geistreichen Worten in Christians Liebesbrief (den in Wirklichkeit Cyrano verfasst hat). Sie erwartet, dass Christian beim nächsten Stelldichein über ein eigenes Themas improvisieren wird. Christian wagt es zunächst ohne Hilfe Cyranos. Seine Versuche werden von Roxane jedoch mit einer Ohrfeige quittiert, da sie sich von ihm verhöhnt fühlt. Cyrano verspricht ihm erneut seine Hilfe. Die beiden gehen fort.
Kurz darauf teilt de Guiche Roxane mit, dass er noch diese Nacht in den Krieg ziehen werde. Er sei zum Oberst ernannt worden und damit der Vorgesetzte der Kadetten einschließlich Christians, am dem er an der Front Rache üben werde. Roxane gibt vor, de Guiches Abreise zu bedauern und gewinnt so weit sein Vertrauen, dass sie ihn dazu überreden kann, die Kadetten zurückzulassen. Er geht, will aber am Abend noch einmal zu ihr zurückkehren.
Erneut erscheinen Christian und Cyrano vor Roxanes Balkon. Sie beauftragen den Trompeter, Wache zu halten und ein Signal zu geben, falls sich jemand nähern sollte. Beim Rendezvous souffliert Cyrano seinem Freund zunächst, übernimmt die zärtlichen Worte dann aber mit verstellter Stimme selbst. Roxane ist so begeistert davon, dass sie Christians Werben nachgibt und einen Kuss fordert. Da gibt der Trompeter das vereinbarte Zeichen. Ein Priester bringt eine Nachricht de Guiches, in dem dieser Roxane um eine Liebesnacht bittet. Roxane täuscht dem Priester vor, dass de Guiche in dem Brief sein Einverständnis zu ihrer Hochzeit mit Christian gebe. Sie geht mit Christian und dem Priester ins Haus, um die Zeremonie abzuhalten. Cyrano hält draußen de Guiche mit einem Bericht über eine angebliche Mondreise auf, bis das frisch verheiratete Paar aus dem Haus kommt. Der gefoppte de Guiche befiehlt Christian und Cyrano wütend den sofortigen Aufbruch an die Front. Cyrano verspricht Roxane, auf Christian achtzugeben.

### Dritter Akt
Erste Szene. Die Belagerung von Arras
Die Kadetten von Hauptmann Carbon Jaloux halten einen Außenposten vor der von den Franzosen belagerten Stadt Arras. Mittlerweile sind spanische Truppen eingetroffen, die ihrerseits die Belagerer vom Nachschub abschneiden. Carbon hält Wache, während die Kadetten schlafen. Cyrano dagegen schmuggelt jede Nacht trotz der Gefahr angebliche Briefe Christians durch die feindlichen Linien zu Roxane. Allmählich erwachen die Kadetten. Um vom Hunger abzulenken, spielt ein Pfeifer ein melancholisches Lied der Gascogne. De Guiche erscheint und prahlt damit, dass ihm am Vortag gelungen sei, die Belagerung zu durchdringen und einen Trupp Feinde zu besiegen. Allerdings musste er dabei seine Schärpe im Feindesland zurücklassen. Cyrano ist unbeeindruckt – hat er doch ebendiese Schärpe bei seinem eigenen Ausflug zurückgewonnen. Da die Spanier beabsichtigen, in Kürze die Belagerung zu durchbrechen, müssen sich alle zum Kampf bereit machen. Christian bittet Cyrano, für ihn einen Abschiedsbrief an Roxane zu verfassen. Da nähert sich eine Kutsche. Es ist Roxane, die das feindliche Lager durchdringen konnte. Sie will auch im Augenblick der Gefahr bei Christian bleiben. Während Carbon ihr die einzelnen Kadetten vorstellt, informiert Cyrano Christian darüber, dass er weitaus mehr Briefe geschrieben habe als gedacht. Carbon bittet Roxane um ihr Halstuch, das er als Fahne verwenden will. Ragueneau steigt ebenfalls aus der Kutsche. Er hat reichlich Lebensmittel mitgebracht, und alle feiern ein letztes Mal vor der Schlacht. Roxane erklärt Christian, dass sie seine Briefe so sehr beeindruckt haben, dass sie ihn unbedingt wiedersehen musste. Äußere Schönheit interessiere sie nicht mehr, sondern nur noch sein Geist und seine Seele. Carbon schickt sie zu den Kadetten, die ihr persönlich danken wollen. Christian weiß nun, wie sehr Cyrano Roxane liebt. Er fordert seinen Freund auf, ihr seine Gefühle einzugestehen, damit sie zwischen ihnen beiden wählen könne. Als Roxane zurückkehrt, zieht er sich zurück, um Cyrano die Gelegenheit zu einem Gespräch zu geben. Roxane schwört Cyrano, dass sie Christian auch dann lieben würde, wenn sein Äußeres abstoßend und grotesk wäre. Gerade als Cyrano für sich selbst Hoffnung schöpft, beginnt die Schlacht. Christian fällt bereits durch die erste Salve. Roxane wirft sich schluchzend über seine Leiche. Cyrano nimmt sich vor, ihr niemals die Wahrheit über die Briefe zu offenbaren.
Zweite Szene. Epilog. Einige Jahre später. Park des Klosters der Schwestern des Kreuzes in Paris
Aus Trauer über Christians Tod hat sich Roxane in ein Kloster zurückgezogen. Zu Beginn der Szene unterhalten sich die Schwestern Marthe und Claire mit Mutter Marguerite über Alltäglichkeiten. Sie erwarten Cyrano zum Abend. Nur er ist noch in der Lage, Roxanes Kummer zumindest für kurze Zeit zu vertreiben. Auch de Guiche und Ragueneau besuchen Roxane. Sie erzählen ihr, dass Cyrano immer verbitterter werde und sich durch seine bissigen Schriften ständig neue Feinde mache. Es gebe sogar Gerüchte über ein geplantes Attentat auf ihn. Auch Lignière kommt zu Besuch. Während Roxane de Guiche hinaus geleitet, teilt Lignière Ragueneau mit, dass Cyrano durch ein von einem Lakaien aus dem Fenster fallengelassenes Holzstück schwer verletzt wurde. Dennoch kommt Cyrano zu dem vereinbarten Besuch. Er verbirgt Roxane seine Verwundung und erzählt ihr trotz kurzer Ohnmachtsanfälle von den Geschehnissen der vergangenen Woche. Dann bittet er sie, noch einmal den letzten Brief Christians lesen zu dürfen. Er liest ihn laut und so gefühlvoll, dass Roxane die Wahrheit erkennt: Es sind Cyranos eigene Worte und er hat sie immer geliebt. Da eilen Ragueneau und Lignière herbei, erschrocken darüber, dass Cyrano trotz seiner Verletzung gekommen ist. Cyrano schließt seinen Wochenbericht ab: „Samstag: Heute. Zur Abendstunde wurde Monsieur de Bergerac ermordet.“ Sein Tod kam nicht im Kampf, sondern durch den Pfahl eines Knechtes. Sogar sein Tod ist ihm missglückt. Roxane erkennt endlich ihre Liebe zu Cyrano. Doch es ist zu spät. Er bricht sterbend zusammen.

## Gestaltung
Die Musik der Oper enthält viele Anspielungen an die Musikgeschichte, darunter an die französische Hofmusik des 17. Jahrhunderts. Kompositionstechnisch finden sich sowohl freie Atonalität und „der Geist der Kontrapunktik der [19]30er Jahre“ als auch Stellen mit erweiterter Tonalität.

### Orchester
Die Orchesterbesetzung der Oper enthält die folgenden Instrumente:
- Holzbläser: drei Flöten (2. auch Altflöte und Piccolo, 3. auch Piccolo), zwei Oboen (2. auch Englischhorn), drei Klarinetten (2. auch Es-Klarinette und Bassklarinette, 3. auch Bassklarinette), zwei Fagotte (2. auch Kontrafagott)
- Blechbläser: vier Hörner, zwei Trompeten (2. auch Clairon hinter der Bühne), Clairon I auf der Bühne, zwei Posaunen, Euphonium, Tuba
- Pauken, Schlagzeug (zwei bis drei Spieler): Glockenspiel, Xylophon, Celesta, Röhrenglocken, kleine Trommel, Wirbeltrommel, große Trommel, Rototoms, Becken, hängende Becken, Tamtam, Triangel, Glockenbaum, Glas-Windspiel, Holzblock, Slapstick, Tamburin, befestigte Kastagnetten
- Harfe
- Streicher

## Werkgeschichte
Cyrano ist Jack Beesons achte und zugleich seine größte Oper. Im Gegensatz zu all seinen vorherigen Opern hat sie kein amerikanisches Sujet, sondern basiert auf der französischen Verskomödie Cyrano de Bergerac von Edmond Rostand. Die Idee zu dem Thema erhielt Beeson 1979 von seinem Librettisten Sheldon Harnick, mit dem er bereits zwei Opern verfasst hatte. Die Arbeit an dem Werk begann 1980 und dauerte mehr als zehn Jahre. Das Libretto war Mitte der 1980er Jahre fertiggestellt. Anschließend benötigte Beeson noch viel Zeit für die Orchestrierung.:14 Die Komposition war erst 1990 abgeschlossen.:12 Um das großangelegte Schauspiel an ihre Oper anzupassen, nahmen die Autoren verschiedene Kürzungen vor. Beispielsweise wurde die Figur des Le Bret mit der des Ragueneau zusammengeführt. Besondere Mühe bereitete der Charakter der Roxane, die in der Oper nicht „etwas einfältig“ herüberkommen, sondern eine Entwicklung durchmachen sollte.:14f
Zeitweilig stand eine Uraufführung an der New York City Opera in Aussicht. Dazu kam es jedoch nicht. Stattdessen übernahm das Theater Hagen am 10. September 1994 die Premiere in einer deutschen Fassung von Astrid Rech-Richey. In Hagen hatte zwei Jahre zuvor bereits Beesons Oper Lizzie Borden ihre europäische Erstaufführung. Bei der Uraufführung des Cyrano spielten Opernchor und Extrachor des Theaters und das Philharmonische Orchester Hagen unter der Leitung von Gerhard Markson. Die Inszenierung stammte von Rainer Friedemann und die Ausstattung von Olaf Zombeck. Die Sänger waren Werner Hahn (Cyrano de Bergerac), Eva Pettersson (Roxane), Marylin Bennett (Duenna), Rudi de Vries (Christian de Neuvillette), Horst Fiehl (Lignière), Andreas Haller (Graf de Guiche), Peer-Martin Sturm (Marquis de Valvert), Jürgen Dittebrand (Marquis de Brisaille), Stefan Adam (Marquis de Cuigy), Thierry Migliorini (Ragueneau), Celeste Barrett (Lise, seine Frau), Peter Pietzsch (Bellerose), Peter Bisang/Jean Schmiede (Montfleury) und Sergio Gomez (Captain Carbon de Castel Jaloux).
Die Aufführung wurde von der Kritik gemischt aufgenommen. Ein Kritiker nannte es ein „atemberaubendes Theater-Ereignis“ („a stunning theatrical event“). Frieder Reininghaus bemerkte in seiner Rezension in der Berliner Zeitung, dass sich das Libretto trotz der Kürzungen noch „viel zu viel in historischen Episoden […] verzettelte“, die Oper aber „trotz aller ästhetischen (und mitunter handfest technischer) Mängel“ einen „Achtungserfolg“ vorweisen könne. Jörg Loskill schrieb in der Opernwelt, dass sich der Abend problemlos um eine Stunde kürzen ließe. Die Musik besitze „zu wenig Schlagkraft, zu wenig blitzende Ironie, zu wenig lyrische Grundierung, um sich einzuprägen“. Dies habe aber möglicherweise auch am Dirigat Marksons gelegen, der „Beesons Tonalität, den Klangwitz und rhythmischen Kapriolen“ nicht optimal umsetzte. Beeson habe „nahezu jede Möglichkeit zur opernhaften Gestik“ genutzt und besonders dem Chor „große Aufgaben“ zugewiesen. Star des Abends sei der Sänger der Titelrolle, Werner Hahn, gewesen, der „differenziert die emotionalen Stimmungen des Ritters auslotet[e]“. Er wurde für seine Darbietung in der Kritikerumfrage der Opernwelt 1995 als „Sänger des Jahres“ vorgeschlagen.
In der Hoffnung, damit Interesse an der Oper zu wecken, verarbeitete Beeson 1997 Auszüge daraus zu einem Konzertstück mit dem Titel Interludes and Arias from Cyrano. In seinen Lebenserinnerungen von 2008 zitierte er einige Notizen des Librettisten Harnick über die dichterische Struktur des Librettos, das beispielsweise auf das Alexandriner-Versmaß der Vorlage verzichtet.